# Rolf Berge
Rolf Berge, pseudonym för Lennart Forssberg, född 1913, död 1974, var en svensk författare.
Han skrev detektiv-berättelser om advokaten Henning "Latmasken" Örn. Han var populär på 40- och 50-talet.